# Ніколас Гримшоу
Ніколас Гримшоу (9 жовтня 1939 , Гоувd, Східний Сассекс )(англ. Nicholas Grimshaw) — британський архітектор. Президент Королівської Академії мистецтв (з 2004 р).

## Біографія
Навчався в Единбурзькому коледжі мистецтв, потім в архітектурній академії в Лондоні. Протягом 14 років працював разом з архітектором Террі Фарреллом.

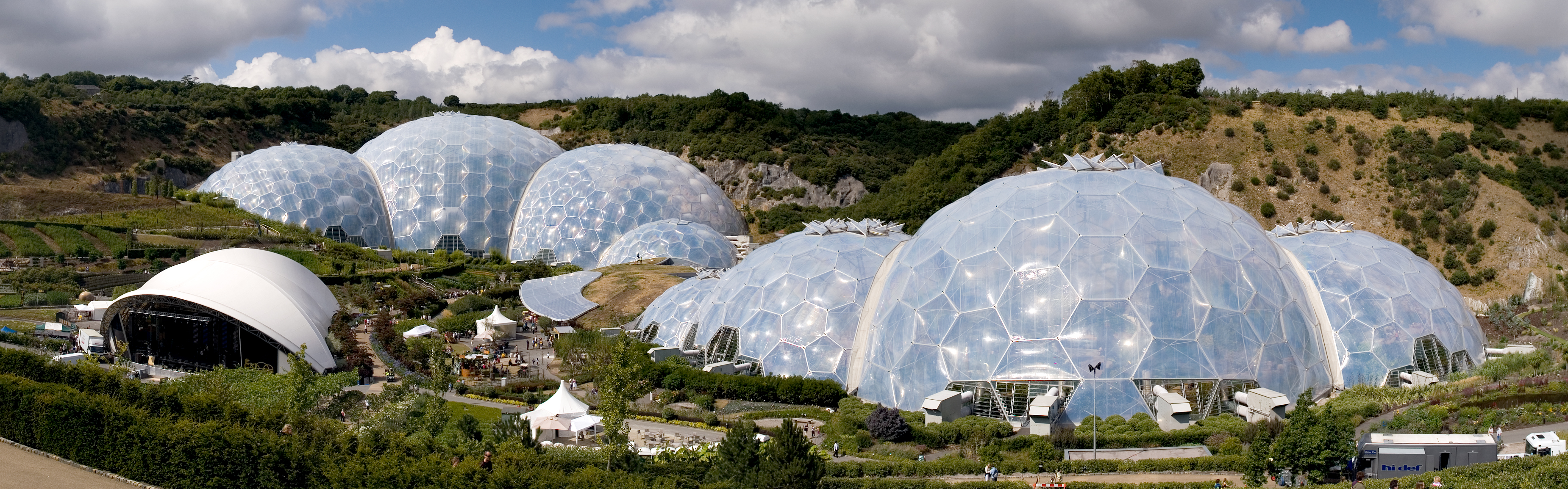
Проект «Едем» (Eden Project в Корнуоллі (2001)

Серед основних проектів Гримшоу — міжнародний залізничний вокзал Ватерлоо у Лондоні (1993), Національний космічний центр Великої Британії в Лестері (2001), міст Геерми в Амстердамі (2001) і особливо велетенський проєкт «Едем» (англ. Eden Project — комплекс оранжерей, виконаних у вигляді геодезичних сітчастих оболонок в містечку Сент-Остелл в графстві Корнуолл.
Гримшоу також розробляв архітектурні проєкти для Ліверпуля, Парижа, Берліна, Більбао, Франкфурта, Мельбурна, для Всесвітньої виставки 1992 року в Севільї він розробив проєкт британського павільйону.

## Вибрані проєкти
- 1993 Станція Ватерлоо, Лондон (1994 р. Присуджена Премія Міс ван дер Рое)
- 1994–97 Людвіг-Ерхард-Гаус, Фасаненштрассе, Берлін
- 2000 Завод компанії igus, Кельн
- 2001 Міст «Enneüs Heermabrug», Амстердам
- 2001 Проєкт Едем, Корнуолл
- 2002–05 Мельбурнський вокзал Південного Хреста, Мельбурн
- 2004 П'ять човнів, Дуйсбург
- 2005 Ядро, Проєкт Едем
- 2006 Галерея мистецтв «Caixa Galicia», Корунья, Іспанія
- 2006 Спа-центр Thermae, Бат
- 2007 Центр експериментальних медіа та виконавських мистецтв, Трой, Нью-Йорк
- 2007 Лондонський університетський коледж Інститут раку
- 2007 Аеропорт Пулково, Санкт-Петербург, Росія
- 2008 Лондонська школа економіки, новий академічний корпус, Англія
- Генеральний план 2010 MG3.0, Менхенгладбах
- 2011 «Eco Hotel Concept», США
- 2011 Будівля Св. Ботольфа, Лондон
- 2012 Мобільний павільйон Mobilizarte, Бразилія